# Laphria vulcanus
Laphria vulcanus är en tvåvingeart som beskrevs av Christian Rudolph Wilhelm Wiedemann 1828. Laphria vulcanus ingår i släktet Laphria och familjen rovflugor. Inga underarter finns listade i Catalogue of Life.